# Certificat de compétences en langues de l'enseignement supérieur
Le certificat de compétences en Langues de l'enseignement supérieur (CLES) est une certification d’État de niveau académique, développée par le Ministère chargé de l'Enseignement Supérieur et de la Recherche (MESR). Il permet d’évaluer les compétences des candidats dans une des 11 langues proposées et de valoriser ces dernières tout au long de la vie dans un monde plurilingue. Le certificat délivré est valable à vie.
Le CLES est la seule certification publique en langues de l’enseignement supérieur et s’appuie sur les valeurs du plurilinguisme, de qualité et d’équité. Il est directement adossé au Cadre européen commun de référence pour les langues (CECRL) du Conseil de l'Europe.

## Descriptif
Créée en 2000, la certification CLES est accessible à tous les publics et permet de prouver la maîtrise d’une langue étrangère selon les niveaux B1, B2 et C1 du CECRL du Conseil d’Europe.
La Certification CLES peut s'inscrire dans le cadre de la formation initiale ou continue, pour des projets de mobilité ou professionnels. Actuellement, 35 établissements d’enseignement supérieur sont accrédités par le MESR via la Coordination nationale du CLES. Parmi les centres accrédités, 30 organisent régulièrement des sessions CLES en France métropolitaine et en   Outre-Mer.
A titre d’exemple, 29 centres CLES ont organisé 241 sessions qui ont permis de certifier environ 15 000 candidats en 2023-2024.
Les épreuves se présentent sous la forme de scénario de mise en situation réaliste, au cours duquel sont évaluées 5 compétences orales, écrites et interactionnelles. Aucune préparation préalable n'est exigée pour se présenter à la certification. Il s'agit d'une certification sans durée de validité.
Les tarifs CLES dépendent des centres de passation, les universités sont libres d’exonérer leurs étudiants de la totalité ou d’une partie de la somme. Cependant, ces tarifs sont régulés par des préconisations émanant de la Coordination nationale du CLES.
Les candidats doivent se renseigner auprès de leur centre CLES pour connaitre les tarifs et les modalités d’inscription, qui peuvent varier d’un établissement à l’autre.

## Historique
- Le Certificat de Compétences en Langues de l’Enseignement Supérieur a été créé par l'arrêté du 22 mai 2000,
- Depuis 2013, la Coordination nationale de la certification est portée par l'Université Grenoble-Alpes (UGA) qui a fait l'objet d'une convention tripartite entre l'UGA, le Ministère chargé de l'Enseignement supérieur et de la Recherche (MESR) et la Conférence des présidents d'université (CPU) ,
- 2016 marque l’ouverture du Certificat CLES à tous publics (étudiants et professionnels)[1],
- En 2018, le CLES fait partie des fondateurs du réseau international Network of University Language Testers in Europe (NULTE). C’est un réseau de certificateurs de plus de 250 universités européennes. Les pays signataires reconnaissent mutuellement les niveaux certifiés. Le réseau NULTE constitue également un espace de recherche scientifique international permettant à chaque système de certification de bénéficier des avancées réalisées par les autres partenaires[3],
- Depuis 2020, 10 langues sont disponibles avec le lancement du FLE en phase expérimentale ,
- Depuis 2021, le CLES s’ouvre davantage vers le monde socio-économique avec l’inscription de 30 fiches (1 par langue et par niveau) au Répertoire Spécifique de France Compétences, qui le rend éligible au Compte Personnel de Formation (CPF) pour le public en formation  continue ,
- En 2023 a lieu le lancement du projet CLES numérique, en phase de test ,
- En 2024, le projet de CLES numérique se généralise et permet désormais de proposer la certification dans des conditions optimales grâce à la plateforme Moodle. Il garantit les mêmes exigences de qualité que les épreuves traditionnelles et offre une approche plus inclusive, notamment grâce à son ergonomie. Ce dispositif continue d’évoluer et a vocation à couvrir progressivement toutes les langues et niveaux du CLES ,
- En 2025, le CLES fête ses 25 ans et poursuit son développement avec l’ouverture du CLES B1 chinois en tant que 11ème langue certifiée, marquant une avancée significative dans son engagement pour le plurilinguisme et l'internationalisation.

## Compétences évaluées
L'évaluation de l'étudiant se fait sur cinq compétences :
- La compréhension de l'oral,
- la compréhension de l'écrit,
- la production écrite,
- la production orale,
- l'interaction orale[4].

Ces 5 compétences doivent être validées et ne peuvent pas se compenser entre elles.

### Niveaux
Le CLES se décline en trois niveaux qui correspondent aux troisième, quatrième et cinquième niveaux du Cadre européen commun de référence pour les langues (CECRL).

### CLES B1
Le titulaire se débrouille dans la plupart des situations et comprend les points essentiels d'un langage clair. Il est également capable de produire un discours simple et cohérent sur des sujets familiers et sur ses centres d'intérêt, ainsi que de décrire un rêve, une expérience, une idée, un but, etc.

### CLES B2
Le titulaire peut comprendre aussi bien l'abstrait que le concret, comprendre des sujets techniques et complexes dans sa spécialité. Il peut parler spontanément avec un étranger dans sa langue natale, s'exprimer correctement sur toutes sortes de sujets, émettre des avis et apporter les avantages et les inconvénients de diverses possibilités.

### CLES C1
Le titulaire comprend et saisit la signification d'un grand nombre de textes très longs et difficiles. Il s'exprime spontanément sans chercher ses mots, il utilise la langue efficacement dans tous les domaines de la vie sociale et il peut s'exprimer de façon claire et bien structurée.

### Déroulement d'une épreuve-type
S’inspirant des exigences du monde du travail, les épreuves se présentent sous la forme d’une mission à accomplir, tirée d'une situation réaliste. Le candidat doit s’appuyer sur des documents audio-vidéos et écrits, sélectionner les éléments pertinents, proposer des solutions et négocier un compromis. Le CLES évalue à la fois les compétences linguistiques et la capacité du candidat à mobiliser des stratégies dans une langue étrangère pour analyser, extraire et communiquer l’information. Les qualités d’expression fondées sur la négociation constituent la marque de fabrique des épreuves mises en place par le CLES.

## Langues disponibles
Le CLES est disponible dans onze langues : allemand, anglais, arabe, chinois, espagnol, français langue étrangère, grec moderne, italien, polonais, portugais et russe.

## Identité visuelle

Ancien logo.
Ancien logo.
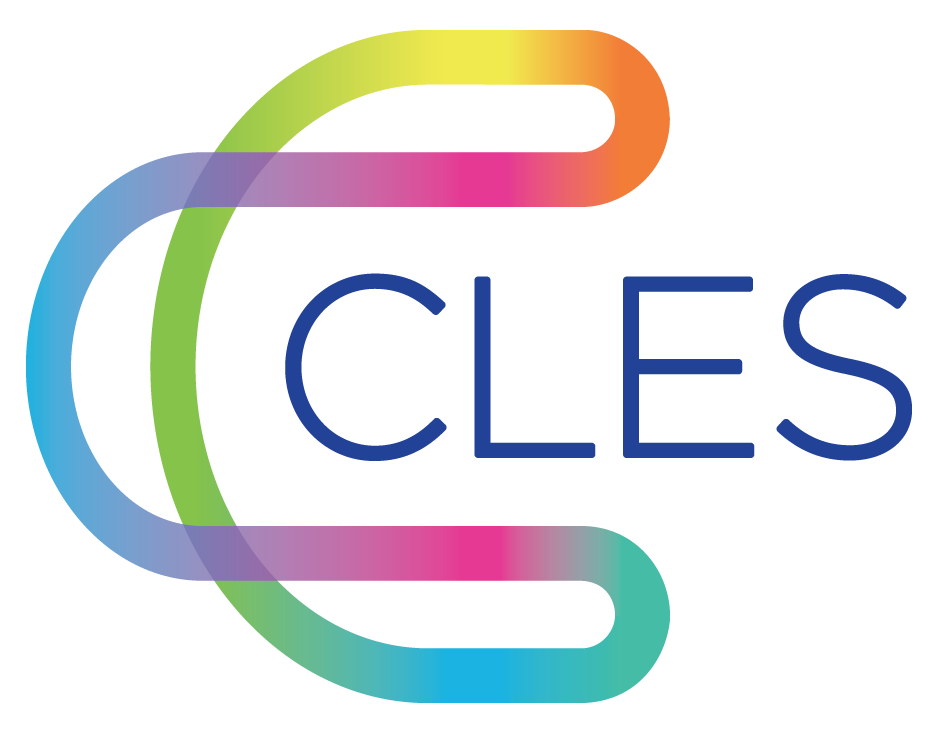
Logo actuel.